# Posavsko-podmajevička grupna nogometna liga 1988./89.
Posavsko-podmajevička grupna nogometna liga je bila jedna od grupnih liga "Međuopćinskog nogometnog saveza Brčko" i liga osmog stupnja nogometnog prvenstva Jugoslavije u sezoni 1988./89. 
 
Sudjelovalo je 12 klubova, a prvak je bio klub "25. Maj" iz Biberovog Polja. 

## Ljestvica
| mj. | klub                        | ut. | pob. | ner.  | por. | gol+ | gol- | bod |
| --- | --------------------------- | --- | ---- | ----- | ---- | ---- | ---- | --- |
| 1.  | 25. Maj Biberovo Polje      | 22  |      |       |      |      |      | 31  |
| 2.  | Pelagićevo                  | 22  |      |       |      |      |      | 26  |
| 3.  | Bratstvo Srnice             | 22  |      |       |      |      |      | 23  |
| 4.  | Mladost Bosanska Bijela     | 22  |      |       |      |      |      | 21  |
| 5.  | Crvena zvijezda Donji Žabar | 22  |      |       |      |      |      | 20  |
| 6.  | Poljoprivednik Krepšić      | 22  |      |       |      |      |      | 20  |
| 7.  | Jedinstvo Kopanice          | 22  |      |       |      |      |      | 20  |
| 8.  | 27. Juli Bok                | 22  | 9    | 2 (1) | 11   | 55   | 66   | 19  |
| 9.  | Borac Seonjaci              | 22  |      |       |      |      |      | 19  |
| 10. | Međiđa Gornja Međeđa        | 22  |      |       |      |      |      | 19  |
| 11. | Dinamo Prijedor             | 22  |      |       |      |      |      | 18  |
| 12. | Budućnost Vučilovac         | 22  |      |       |      |      |      | 15  |

- Bosanska Bijela – naziv za naselje Bijela
- U slučaju neriješenog rezultata se izvodilo raspucavanje jedanaesterca te bi pobjednik dobio 1 bod, a poraženi u raspucavanju bi ostao bez bodova

## Rezultatska križaljka
| kratica | klub                        | 25MAJ | 27JUL | BOR | BRA | BUD | CRVZ | DIN | JED | MEĐ | MLA | PEL | POLJ |
| --- | --------------------------- | ----- | ----- | --- | --- | --- | ---- | --- | --- | --- | --- | --- | ---- |
| 25MAJ | 25. Maj Biberovo Polje      |       |       |     |     |     |      |     |     |     |     |     |      |
| 27JUL | 27. Juli Bok                |       |       |     |     |     |      |     |     |     |     |     |      |
| BOR | Borac Seonjaci              |       |       |     |     |     |      |     |     |     |     |     |      |
| BRA | Bratstvo Srnice             |       |       |     |     |     |      |     |     |     |     |     |      |
| BUD | Budućnost Vučilovac         |       |       |     |     |     |      |     |     |     |     |     |      |
| CRVZ | Crvena zvijezda Donji Žabar |       |       |     |     |     |      |     |     |     |     |     |      |
| DIN | Dinamo Prijedor             |       |       |     |     |     |      |     |     |     |     |     |      |
| JED | Jedinstvo Kopanice          |       |       |     |     |     |      |     |     |     |     |     |      |
| MEĐ | Međiđa Gornja Međeđa        |       |       |     |     |     |      |     |     |     |     |     |      |
| MLA | Mladost Bosanska Bijela     |       |       |     |     |     |      |     |     |     |     |     |      |
| PEL | Pelagićevo                  |       |       |     |     |     |      |     |     |     |     |     |      |
| POLJ | Poljoprivednik Krepšić      |       |       |     |     |     |      |     |     |     |     |     |      |
| |                             |       |       |     |     |     |      |     |     |     |     |     |      |
| podebljan rezultat - utakmice od 1. do 11. kola (1. utakmica između klubova) rezultat normalne debljine - utakmice od 12. do 22. kola (2. utakmica između klubova) rezultat nakošen - nije vidljiv redoslijed odigravanja međusobnih utakmica iz dostupnih izvora rezultat nakošen i smanjen * - iz dostupnih izvora nije uočljiv domaćin susreta prekrižen rezultat - poništena ili brisana utakmica p - utakmica prekinuta 3:0 p.f. / 0:3 p.f. - rezultat 3:0 bez borbe n.i. - nije igrano (_:_ 11 m) - rezultat u raspucavanju jedanaesteraca u slučaju neriješenog rezultata |                             |       |       |     |     |     |      |     |     |     |     |     |      |

 Izvori: 

## Unutrašnje poveznice
- Međuopćinska liga Brčko – Zapad 1988./89.